# Mitch Miller
Mitchell William "Mitch" Miller, född 4 juli 1911 i Rochester i New York, död 31 juli 2010 i New York i New York, var en amerikansk musikproducent, oboist och dirigent. Han var en mycket inflytelserik gestalt inom den amerikanska populära musiken och hjälpte få igång karriärer av sådana artister som Tony Bennett, Rosemary Clooney, Johnny Mathis och Patti Page.
Miller var på 1960-talet programledare för Sing Along with Mitch på NBC. Den typen av tv-shower med allsång påverkade utvecklingen av vad som senare blev karaoke.
Miller avled 2010 på ett sjukhus i New York.